# Agathe Gaillardová

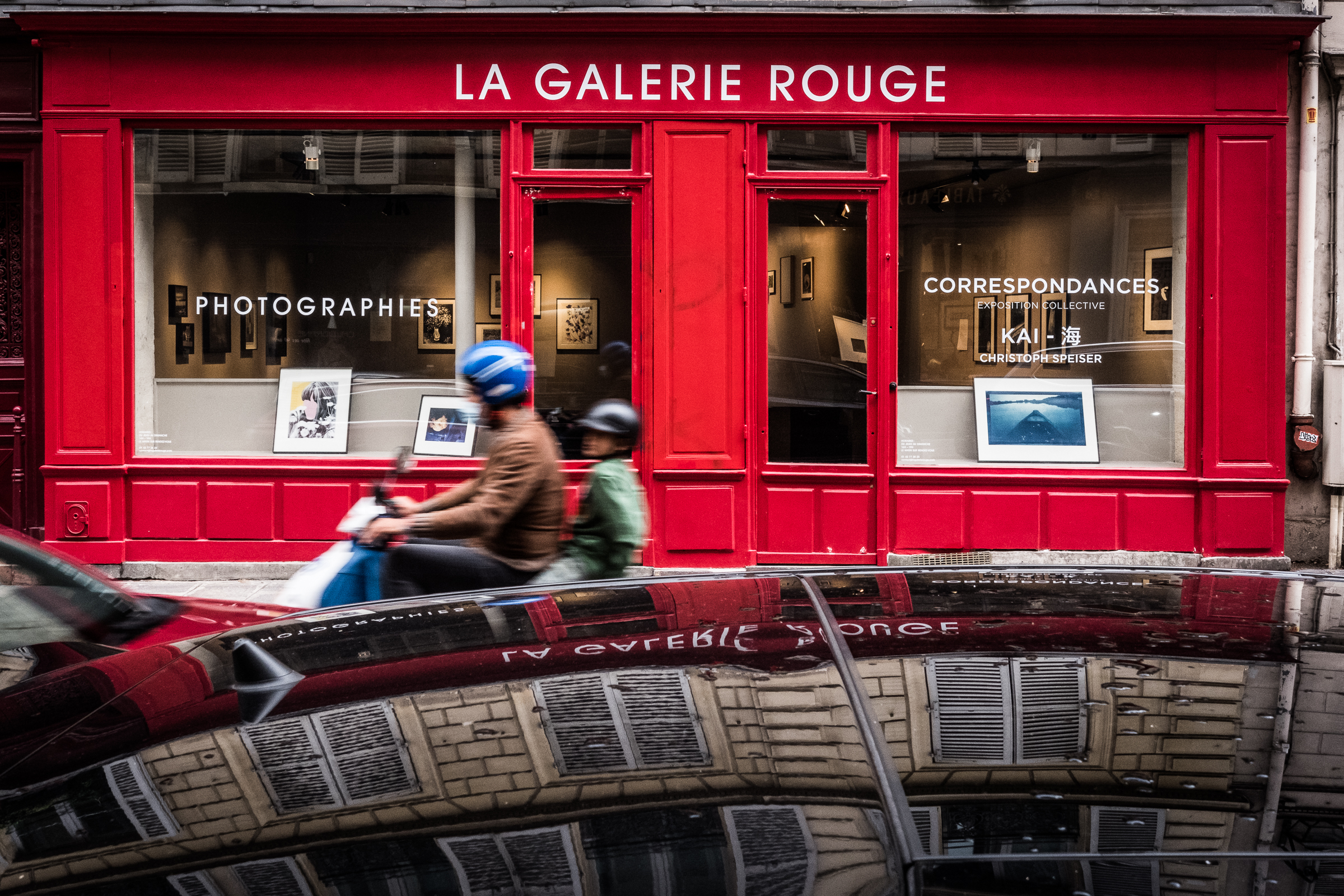
Galerie Agathy Gaillardové

Agathe Gaillardová (nepřechýleně Agathe Gaillard; 14. ledna 1936 Nîmes – 13. června 2025 Narbonne) byla francouzská galeristka, která v roce 1975 otevřela první galerii ve Francii věnovanou výhradně fotografii.

## Životopis
Agathe Gaillardová se narodila 14. ledna 1936 v Nîmes a v roce 1965 se přestěhovala do Paříže. Na konci 60. let objevila fotografii v galerii a knihkupectví La Hune, kde měla na starosti knihy o umění. Sekce věnovaná fotografii tehdy obsahovala asi dvacet děl . V knihkupectví La Hune se seznámila se svým budoucím manželem, fotografem Jeanem-Philippe Charbonnierem. Společně navštěvovali fotografický Klub 30×40.
Později dostala nápad vydávat pohlednice s fotografiemi ve velkém měřítku. V prosinci 1968 vyšla první série s názvem „Mistrovská díla fotografie“, která obsahovala 10 fotografií a byla vytištěna v nákladu 10 000 exemplářů tiskárnou Draeger hlubotiskem. Prodala 600 000 exemplářů po ceně jednoho franku.
Dne 10. června s podporou svého manžela a amerického fotografa Ralpha Gibsona otevřela galerii Agathy Gaillardové na adrese Rue du Pont-Louis-Philippe č. 3 v Paříži: toto byla první galerie věnovaná fotografii ve Francii. Výstava Ralpha Gibsona Days at Sea (Dny na moři) prostory slavnostně otevřela. Ceny prvních tisků galerie se pohybovaly mezi 400 a 800 franky. Zpočátku vystavovala černobílé fotografie, později přešla k barevné. Střídají se zde uznávaní fotografové s novými talenty.
Galerie vystavuje převážně díla francouzských, evropských a amerických fotografů, jako jsou například: André Kertész, Manuel Alvarez Bravo, Gisèle Freundová, Hervé Guibert, Bernard Faucon, Erica Lennard nebo Claude Batho. Po smrti Andrého Kertesze se Agathe Gaillardová podílela na darování jeho děl Francii.
Agathe Gaillardová hrála důležitou roli v regulaci fotografického trhu, protože tisk vnímala jako dílo kontrolované autorem a číslované. Nějakou dobu vedla Asociaci pro obranu a podporu originální fotografie (APO) .
Mezi její přátele patřili fotografové Henri Cartier-Bresson, Ralph Gibson a Robert Doisneau.
V roce 2017 koupil galerii Agathe Gaillardová bankéř David Azéma. Ve stejném roce darovala svou archivní sbírku knihovně Kandinského.
Agathe Gaillardová zemřela 13. června 2025 ve věku 83 let na plicní embolii v nemocnici v Narbonne.

## Publikace
- Mémoire d’une galerie (Vzpomínka na galerii), Paříž, Gallimard, sb. Témoins de l'art (Svědkové umění), 2013, 165 s. ISBN 978-2070140312